# Inayat Khan

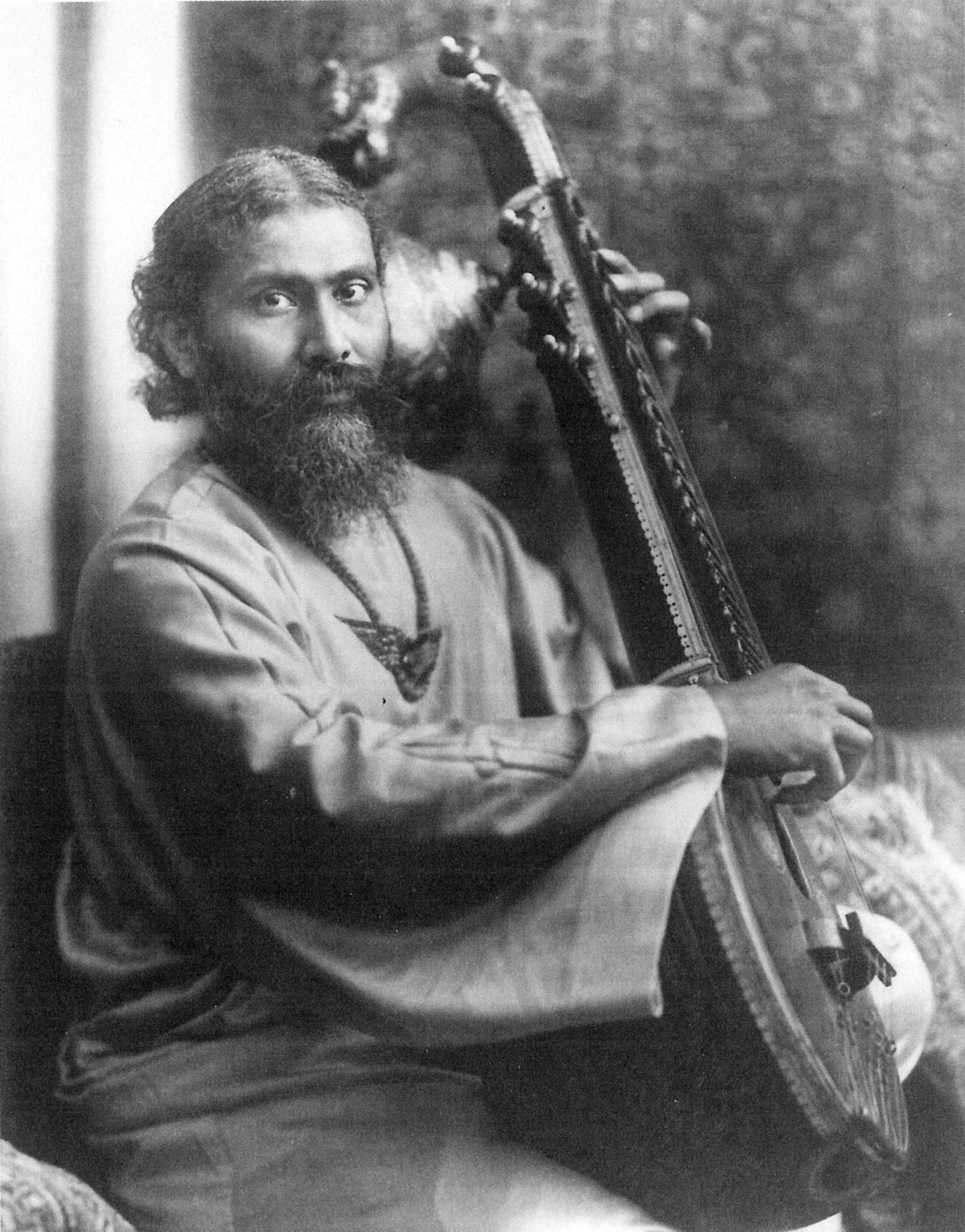
Hazrat Inayat Khan, ok. 1910

Hazrat Inayat Khan (ur. 5 lipca 1882 w Barodzie w Indiach, zm. 5 lutego 1927) – hinduski mistyk, muzyk, założyciel Międzynarodowego Zakonu Sufi. Ojciec Noor Inayat Khan. 